# Prepopharus
Prepopharus é um género de coleópteros da família Erotylidae.